# MULTOS
MULTOS je operační systém pro malé čipy, zejména pro čipové karty. Podobně jako konkurenční platforma Java Card umožňuje jednoduchý multitasking s odděleným přístupem jednotlivých aplikací a programy pro něj mají rovněž podobu bajtkódu interpretovaného virtuálním strojem. Bajtkód je typicky vytvářen překladem z jazyka C. MULTOS podporuje kontaktní i bezkontaktní čipové karty. Podporuje základní kryptografické operace a čipovky s ním tedy mohou být použity například k digitálnímu podpisu. Jeho standardizaci a vývoj zastřešuje konsorcium MULTOS.